# Azeviche

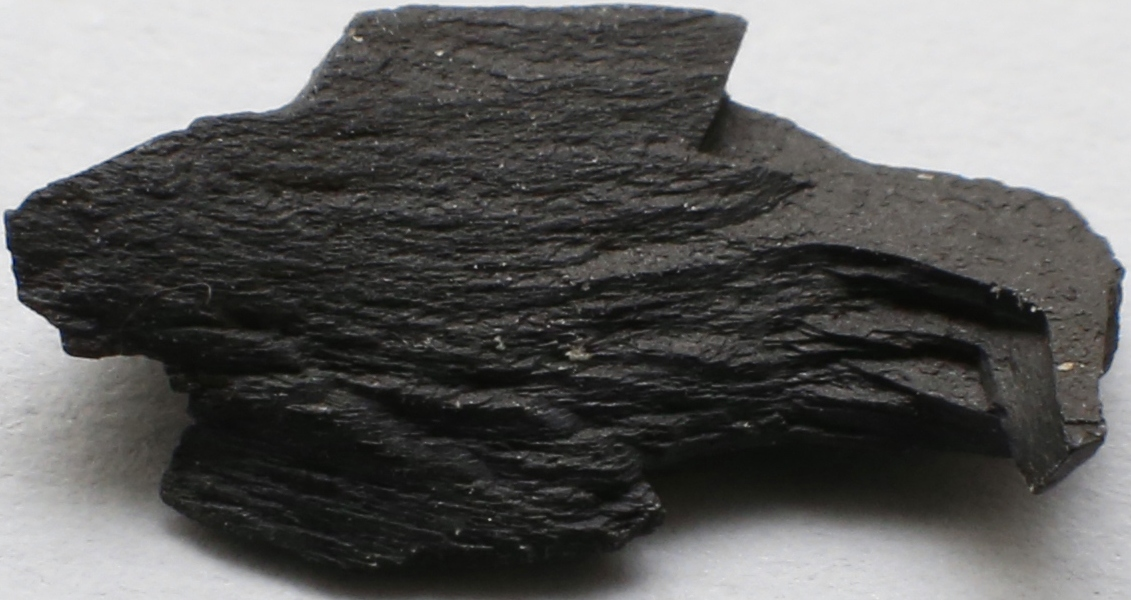
Uma amostra de Azeviche.

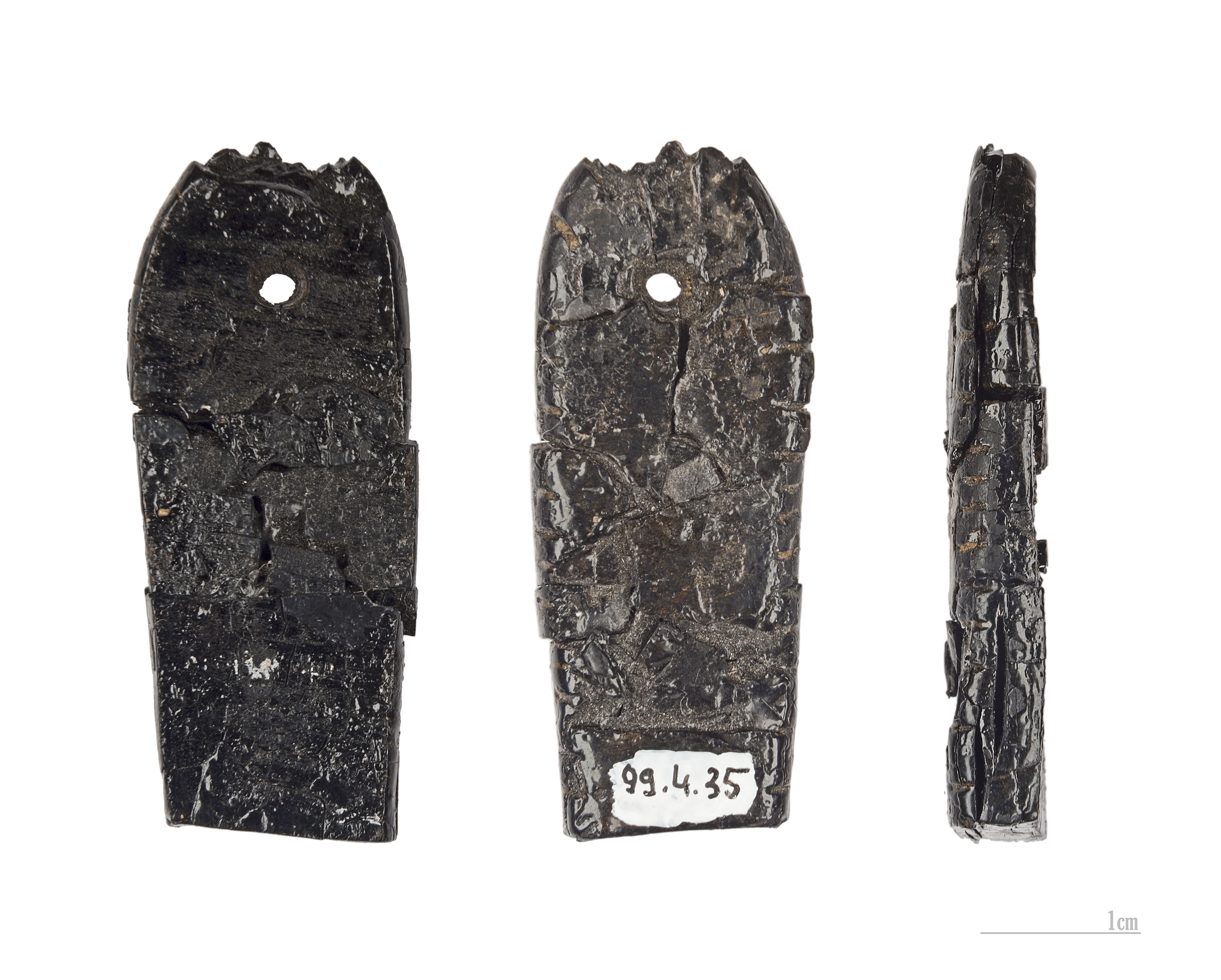
Pingente em azeviche, Magdaleniana MHNT

Azeviche (do latim gagates, significando pedra oriunda do rio Gages, na Lícia) é uma gema fóssil  formada pela ação da pressão oceânica sobre uma rocha sedimentar constituída de restos fósseis de plantas. Trata-se de uma variedade fibrosa e dura de lignito, de coloração negra luminosa, que se pode cortar e polir para confeccionar joias. É também conhecido como âmbar negro. 
O azeviche teve um uso muito difundido entre os antigos romanos, que transportavam o produto da Inglaterra para Roma. Seu uso era associado ao luto. Era também empregado na confecção de objetos esotéricos, tais como a figa de azeviche, cujo propósito era afastar serpentes. No século XX, o azeviche também foi muito usado na joalheria de luto. Atualmente seu uso é restrito a certos círculos esotéricos.
De dureza 2 a 2,5 e textura muito fina e compacta, o azeviche apresenta um aspecto negro aveludado com polimento e presta-se  para trabalhos de escultura. Pode conter fósseis e pirita, originada da reação do enxofre vegetal com o ferro. 
Tal como o âmbar, o azeviche, quando sofre atrito com um pano, adquire eletricidade  estática, podendo atrair pedaços de papel.
Como é um material de origem orgânica não é considerado um mineral; pode se ressecar e ficar tomado por rachaduras. 
É obtido em muitas partes do mundo, onde ocorrem jazidas de carvão. Em Whitby , North Yorkshire, na Inglaterra, ocorre um azeviche que pode conter inclusão de amonitas, com os quais podem ser confeccionadas belas jóias. Em Portugal, no concelho da Batalha,  nas minas de Alcanadas (Barrojeiras e de Chão Preto), era extraído o azeviche usado pela Família Real Portuguesa até ao início do século XX, na confecção das jóias usadas durante os períodos de luto da família.
Também existe azeviche em Peniche (Portugal) e nas Astúrias (Norte de Espanha).